# Elaphria villicosta
Elaphria villicosta är en fjärilsart som beskrevs av Walker 1858. Elaphria villicosta ingår i släktet Elaphria och familjen nattflyn. Inga underarter finns listade i Catalogue of Life.